# Мулова черепаха жовторота
Мулова черепаха жовторота (Kinosternon leucostomum) — вид черепах роду Американські мулові черепахи родини Мулові черепахи. Має 2 підвиди. Інша назва «білогуба черепаха».

## Опис
Загальна довжина досягає 18 см. Карапакс має овальну форму. Крайові щитки дуже вузькі і довгі. Пластрон складається з двох половинок, з'єднаних суглобною зв'язкою. Передня половинка утворена трьома щитками: одним непарним і парою симетричних. Коли черепаха втягує голову у панцир, ця частина підіймається, захищаючи її.
Карапакс коричнево-чорного або чорного кольору. Крайові щитки зі світлішими, жовтуватими краями. Пластрон жовтий, іноді з червонуватим малюнком. Роговий дзьоб жовтий, з коричневим малюнком, за що черепаха і отримала свою назву. Краї роту білі, звідси походить інша назва цієї тварини.

## Спосіб життя
Хоча ця черепаха цілком комфортно почуває себе на землі, вона надає перевагу поселенню в лісових ставках, стоячих і повільно поточних водоймах з великою кількістю водної рослинності. Активна вночі. Харчується дрібними водяними безхребетними і м'ясистими частинами водяних рослин.
Самиці відкладають до 5 яєць на березі водойм. Інкубаційний період триває до 80 діб.
Завдяки невеликим розмірам, цей вид часто зустрічається у колекціях терраріумістов.

## Розповсюдження
Мешкає у південній Мексиці, країнах Центральної Америки, Колумбії, Еквадорі та Перу.

## Підвиди
- Kinosternon leucostomum leucostomum
- Kinosternon leucostomum postinguinale